# Memphis Grizzlies 2010-2011
La stagione 2010-11 dei Memphis Grizzlies fu la 16ª nella NBA per la franchigia.
I Memphis Grizzlies arrivarono quarti nella Southwest Division della Western Conference con un record di 46-36. Nei play-off vinsero al primo turno con i San Antonio Spurs (4-2), perdendo poi la semifinale di conference con gli Oklahoma City Thunder (4-3).

## Draft
| Giro | Scelta | Giocatore       | Ruolo | Naz.                   | Università/Squadra  |
| ---- | ------ | --------------- | ----- | ---------------------- | ------------------- |
| 1    | 12     | Xavier Henry    | G     | Stati Uniti (bandiera) | Kansas Jayhawks     |
| 1    | 25     | Dominique Jones | G     | Stati Uniti (bandiera) | South Florida Bulls |
| 1    | 28     | Greivis Vásquez | P     | Venezuela (bandiera)   | Maryland Terrapins  |

## Roster
| N° | Naz.                   | Ruolo | Sportivo        | Anno | Alt. | Peso |
| -- | ---------------------- | ----- | --------------- | ---- | ---- | ---- |
| 00 | Stati Uniti (bandiera) | A     | Darrell Arthur  | 1988 | 206  | 102  |
| 1  | Stati Uniti (bandiera) | A     | DeMarre Carroll | 1986 | 203  | 96   |
| 2  | Stati Uniti (bandiera) | G     | Acie Law        | 1985 | 191  | 88   |
| 3  | Stati Uniti (bandiera) | G     | Jason Williams  | 1975 | 185  | 86   |
| 4  | Stati Uniti (bandiera) | A     | Sam Young       | 1985 | 198  | 100  |
| 5  | Stati Uniti (bandiera) | G     | Ish Smith       | 1988 | 183  | 79   |
| 7  | Stati Uniti (bandiera) | A     | Leon Powe       | 1984 | 203  | 109  |
| 9  | Stati Uniti (bandiera) | G     | Tony Allen      | 1982 | 193  | 97   |
| 10 | Stati Uniti (bandiera) | A     | Rodney Carney   | 1984 | 201  | 93   |
| 11 | Stati Uniti (bandiera) | G     | Mike Conley     | 1987 | 185  | 82   |
| 13 | Stati Uniti (bandiera) | G     | Xavier Henry    | 1991 | 198  | 100  |
| 15 | Iran (bandiera)        | C     | Hamed Haddadi   | 1985 | 218  | 115  |
| 21 | Venezuela (bandiera)   | G     | Greivis Vásquez | 1987 | 198  | 91   |
| 22 | Stati Uniti (bandiera) | A     | Rudy Gay        | 1986 | 206  | 100  |
| 31 | Stati Uniti (bandiera) | A     | Shane Battier   | 1978 | 203  | 100  |
| 32 | Stati Uniti (bandiera) | G     | O.J. Mayo       | 1987 | 193  | 95   |
| 33 | Spagna (bandiera)      | C     | Marc Gasol      | 1985 | 216  | 120  |
| 34 | Tanzania (bandiera)    | C     | Hasheem Thabeet | 1987 | 221  | 121  |
| 50 | Stati Uniti (bandiera) | A     | Zach Randolph   | 1981 | 206  | 115  |

## Staff tecnico
- Allenatore: Lionel Hollins
- Vice-allenatori: Johnny Davis, Henry Bibby, Dave Joerger, Barry Hecker, Damon Stoudamire
- Preparatore fisico: Jason Biles
- Preparatore atletico:  Drew Graham
- Assistente preparatore:  Jim Scholler

## Classifiche

### Southwest Division
| Pos | Squadra           | V  | P  | PCT  | GB   | C     | T     | DIV  | PG |
| --- | ----------------- | -- | -- | ---- | ---- | ----- | ----- | ---- | -- |
| 1.  | San Antonio Spurs | 61 | 21 | .744 | -    | 36-5  | 25-16 | 10-6 | 82 |
| 2.  | Dallas Mavericks  | 57 | 25 | .695 | 4.0  | 29-12 | 28-13 | 8-8  | 82 |
| 3.  | N.O. Hornets      | 46 | 36 | .561 | 15.0 | 28-13 | 18-23 | 9-7  | 82 |
| 4.  | Memphis Grizzlies | 46 | 36 | .561 | 15.0 | 30-11 | 16-25 | 8-8  | 82 |
| 5.  | Houston Rockets   | 43 | 39 | .524 | 18.0 | 25-16 | 18-23 | 5-11 | 82 |

## Classifiche

### Western Conference
| Pos                 | Squadra             | V  | P  | PCT  | GB   | PG |
| ------------------- | ------------------- | -- | -- | ---- | ---- | -- |
| 1.                  | San Antonio Spurs*  | 61 | 21 | .744 | -    | 82 |
| 2.                  | L.A. Lakers*        | 57 | 25 | .695 | 4.0  | 82 |
| 3.                  | Dallas Mavericks    | 57 | 25 | .695 | 4.0  | 82 |
| 4.                  | Oklahoma Thunder*   | 55 | 27 | .671 | 6.0  | 82 |
| 5.                  | Denver Nuggets      | 50 | 32 | .610 | 11.0 | 82 |
| 6.                  | Portland T. Blazers | 48 | 34 | .585 | 13.0 | 82 |
| 7.                  | N.O. Hornets        | 46 | 36 | .561 | 15.0 | 82 |
| 8.                  | Memphis Grizzlies   | 46 | 36 | .561 | 15.0 | 82 |
| Escluse dai playoff |                     |    |    |      |      |    |
| 9.                  | Houston Rockets     | 43 | 39 | .524 | 18.0 | 82 |
| 10.                 | Phoenix Suns        | 40 | 42 | .488 | 17.0 | 82 |
| 11.                 | Utah Jazz           | 39 | 43 | .476 | 22.0 | 82 |
| 12.                 | G.S. Warriors       | 36 | 46 | .439 | 25.0 | 82 |
| 13.                 | L.A. Clippers       | 32 | 50 | .390 | 29.0 | 82 |
| 14.                 | Sacramento Kings    | 24 | 58 | .293 | 37.0 | 82 |
| 15.                 | Minnesota T'wolves  | 17 | 65 | .207 | 44.0 | 82 |